# Стари град Бар
Бар или Стари Бар (лат. Antibaris) је стари утврђени град у залеђу данашњег града Бара, која је више векова била његов центар, све док се град није преселио ниже, у поље ка мору. Данас је напуштен и налази се у рушевинама.

## Положај
Стари Град Бар се налази у подножју планине Румије, на југоисточном делу Јадранске обале. Од мора је удаљен око 4 km. Налази се на површини од 4 хектара, а природну основу чини стеновит масив па је град неприступачан са источне и јужне стране. Град има одличан видик на пристаниште и на Барско поље. Добар геостратешки положај омогућио је развитак града.

## Прошлост Бара
Током 4 века пре нове ере Грчка је започела колонизацију јадранске обале. Колоније су одржавале контакте и са локалним илирским становништвом. По маслини која се налази у насељу Мировица у близини Старог града и која је према проценама стара 2.000 година, претпоставља се да је локално становништво од Грка примило културу маслине. Римљани су 229. г.п.н.е заратили против илирске краљице Теуте због гусарства Илира и након два рата 168. п. н. е. Илирско краљевство је укинуто. Ниједан антички писац не наводи које би се место могло налазити на простору данашњег града, али је прнађен велики број локалитета у близини града који датирају временски од I века п. н. е.до IV века н.е.
Постоје индиције да зачеци урбанизма потичу из 6. века када је Бар био развијено место. На то наводе остаци најстарије базилике у граду посвећене Светом Теодору Ратнику. Каније ће на њеном месту бити подигнута већа црква посвећена Светом Ђорђу. Такође су у цитадели града откривени остаци куће које је изгорела у пожару. Претпоставка је да је то последица најезде Авара који су крајем VI и почетком VII века опустошили Далмацију. Откривена је и калдрма из V или VI века која се налази испред данашње цркве Светог Јована. Етничка слика Бара је почела да се мења почетком VII века насељавањем Словена. Покрштавање Словена је завршено половином IX века, па се у овом периоду обнављају многе византијске цркве, међу њима и црква Светог Теодора.

### Средњовјековни Бар
По Константину Порфирогениту, Авари су „уништили“ Романе (илиро-романске староједиоце; „Грке“ и „Римљане“ из народне традиције) који су живјели у равницама, тако да су потражили спас у утврђеним приморским градовима (Улцињу, Будви, посебно у Котору). Претпоставља се да је овако насељено становништво из основа подигло и град Бар. Током XI века он постаје престоница слободне српске државе у Зети под Стефаном Војиславом и Михајлом, да би крајем истог вијека постао седиште самосталне црквене организације у оквиру католичке цркве знане као Барска надбискупија. Ондашњи Бар, који је вјековима био добро утврђен град, са подграђем (данас Стари Бар) од обале Јадранског мора је био удаљен око пет километара и користио је пристаниште, са тргом Пристаном. У Бару се током средњег вијека ковао бакарни новац, фолар, а за вријеме Балшића и сребрни динар. Град је имао и свој статут, који се помиње 1330. године, али исти није сачуван. Подаци из 1247. године нам говоре да се на челу свих грађана (лат. seniores et populus) налазио кнез (лат. comes) а постављао га је носилац суверенитета над градом. Средином XIV вијека јасно се разликују сталежи: пучани и патрицији (54 породице, са око 400 чланова, на почетку XV вијека). У XIV вијеку је настало Велико вијеће (лат. Maius et generale consilium) а оснивањем Малог вијећа, 1372. још је више учвршћена власт аристократије. Бар је често мијењао господаре. Најприје је у рукама Византије, државе Дукље, па опет византијски, до 1183. године, када улази у састав средњовјековне државе, Србије Немањића. У рукама је господара ЗетеБалшића (до 1405. и 1412-1421) када градом управљају војводе и кефалије (дјелећи власт и посједе са самоуправним градским органима). Под Венецијом је (1405-1412. као и 1421). За владе Млетака, највећи градски функционер је потестас (подест). У оквиру Српске деспотовине је од 1421. до 1441. Кратко је у рукама великог босанског војводе Стефана Вукчића Косаче (1441. и 1442-1443). Бар је остао под Млетачком републиком од 1443. до освајања од стране Османлија, 1571. године. По споразуму Османлија и Млечана о предаји града, утврђене су за Бар одређене привилегије, које је потврдио султан Мурат III, 1575. године (унесено у дефтер из 1583. године).

## Утврђење

### Утврђење IX-XIII век
Утврђивање Бара почиње у VIII или почетком IX века када је постао погранични каштел теме Драч. Град је био и седиште епископа па је његова одбрана морала бити јака и стабилна. Полукружне куле су браниле капију, а утврђење је било смештено у троуглу између цитаделе града, капије и доње капије, а састојало се од вертикалних зидова који су се завршавали зупцима. Зупци су штитили браниоце од стрела, а до њих се стизало стазом од дрвета. Зидови на источној страни су били мањи него на северозападној одакле је претила највећа опасност. Испред бедема су највероватније били ровови напуњени водом.
Бар је у XI веку био политички и културни центар па је морало да уследи и проширење бедема. У том периоду није постојала цитадела као у каснијем периоду, већ се на том простору налазила донжон кула. Кула је срушена у XIV веку када је промењен одбрамбени систем. Бар нарочито почиње да се развија крајем XIII и почетком XIV века јачањем феудалног слоја и издвајањем племства као носиоца моћи у граду. За време краљице Јелене Анжујске, жене српског владара Стефана Уроша I град почиње да се шири и да поприма нов изглед. Главна капија добија ново рухо, а саграђена је и црква изнад пролаза која је имала свечани карактер приликом уласка владара и архиепископа.
Подграђе је почело да се утврђује најкасније у XIV веку, а бедеми су се завршавали зупцима који су у млетачко и турско време уклоњени. Из подграђа се кроз Доњу градску капију ишло ка реци и источној и јигоисточној страни града. То је омогућавало комуникацију са поседима у пољу.
Цитадела је саграђена крајем XIII века и имала је једноставан правоугаони облик, а унутрашњости се налазила романичка црква од које су данас остали само остаци. Средином XV века уз бедем је на месту где се некада налазила полукружна капија сазидана кула. прилагођена је одбрани ватреним оружјем и имала је отворе за мускете и топове. Кула је постојала и у западном делу града и на потезу између цитаделе и Лонџе. У XV веку је саграђена друга унутрашња капија.
Употреба барута и топова крајем XV и почетком XVI века условила је да се изглед града битно променио. Почеле су да се граде шире и масивније куле које су углавном биле кружне основе као и нижи и дебљи зидови.

## Галерија
- Освајање Бара и стање посједа 1441. године (по продору С. В. Косаче у Зету).
- Покушај освајања Бара од стране војвода Ђурђа Бранковића: Алтомана и Стефанице Црнојевића, 1448.